# Sombere vaalhoed
De sombere vaalhoed (Hebeloma stenocystis) is een schimmel in de familie Hymenogastraceae. Hij vormt ectomycorrhiza met loofbomen. Hij komt voor in loof- en gemengde bossen op droge tot matig vochtige, voedsel- en kalkarme leem of zand.

## Kenmerken
De sporen meten 10,5-12,5 × 5-5,5-7.

## Verspreiding
In Nederland komt de sombere vaalhoed uiterst zeldzaam voor. Deze soort is tweemaal in het NMV bestand gemeld, maar aangezien er geen materiaal is bewaard gebleven is het voorkomen van deze soort onzeker.